# أبو العاص بن أمية
أبو العاص بن أمية القرشي الكناني هو الابن الأكبر لأمية بن عبد شمس، وجدّ عثمان بن عفان، اشتهر بفروسيته، وقُتل عام الفيل أثناء اشتباكه مع جيش أبرهة الحبشي في بطن مكة.

## نسبه
- هو: عمرو، أبو العاص العبشمي القرشي الكناني.
- أبوه: أمية بن عبد شمس بن عبد مناف بن قصي بن كلاب بن مرة بن كعب بن لؤي بن غالب بن فهر بن مالك بن النضر بن كنانة بن خزيمة بن مدركة بن إلياس بن مضر بن نزار بن معد بن عدنان.
- أمه: آمنة بنت أبان بن كليب بن ربيعة بن عامر بن صعصعة بن معاوية بن بكر بن هوازن بن منصور بن عكرمة بن خصفة بن قيس عيلان بن مضر بن نزار بن معد بن عدنان. جدة الشاعر النابغة الجعدي.
- أخوته لأمه: قيس الجعدي أبو الشاعر النابغة الجعدي .
- أولاده:

1. العاص (توفي صغيراً)
2. عفان (والد الصحابي والخليفة عثمان)
3. الحكم (صحابي ووالد الخليفة مروان بن الحكم)
4. عفيف
5. عوف
6. المُغِيرة
7. سعيد

- بناته:

1. صفية (والدة أم المؤمنين رملة).
2. ريحانة
3. خالدة
4. لبابة
5. أم حبيب، واسمها آمنة

## سيرته
كان من سادات قبيلة قريش ومن أثريائهم.

## سلالته
من نسله أتى الخليفة الراشدي:
- عثمان بن عفان

ومن نسله أتى الخلفاء والأمراء المروانيون مِثل:
- مروان بن الحكم
- عبد العزيز بن مروان
- عبد الملك بن مروان
- سليمان بن عبد الملك
- يزيد بن عبد الملك
- عمر بن عبد العزيز
- الوليد بن عبد الملك
- هشام بن عبد الملك
- مسلمة بن عبد الملك
- العباس بن الوليد بن عبد الملك
- الوليد بن يزيد
- يزيد بن الوليد
- إبراهيم بن الوليد
- عبد الرحمن الداخل

وقد كان كُل الأمراء والخلفاء الأمويون في الأندلس من نسله عن طريق حفيده مروان بن الحكم.